# 過失犯
過失犯（英語：criminal negligence），在刑法中，它是一種代理性的犯罪意識（拉丁語意為"犯意"）、以構成所需之傳統罪行的表現（如:過失致死）相對立於无过错责任的罪行。 即是、犯罪行為人欠缺構成"要件故意"(element intention)，其過失行為所成立之罪行。嚴格來說，這不是一種犯罪意識，因為它是指被告的客觀行為標準，而不是指他的精神狀態。

## 概念
構成犯罪，必須有一個伴隨著犯罪意識的犯罪行為（actus reus、拉丁語意為"有罪行為"）（參見合意）。